# Stadion Rođeni
Stadion Rođeni je nogometni stadion u mostarskom predgrađu Vrapčićima, u Bosni i Hercegovini. Kapaciteta je 7000 gledatelja. Koristi se za nogometne utakmice pa na njemu svoje domaće utakmice igra FK Velež Mostar. Ovaj stadion je alternativno rješenje za spor koji se dugo vremena vodi između FK Veleža i grada Mostara. 
Stadion je sagrađen 1995. godine, te se od tada polako unaprjeđuje. Godine 2006., izgrađene su mala istočna i velika sjeverna tribina, a 2008. je obnovljena velika zapadna tribina. Prva službena utakmica pod reflektorima na ovom stadionu odigrana je 8. kolovoza 2020., kada je Velež u mostarskom gradskom derbiju pobijedio Zrinjski s 2:0.